# Клей (Західна Вірджинія)
Клей (англ. Clay) — місто (англ. town) в США, в окрузі Клей штату Західна Вірджинія. Населення — 396 осіб (2020).

## Географія
Клей розташований за координатами 38°27′41″ пн. ш. 81°5′6″ зх. д. / 38.46139° пн. ш. 81.08500° зх. д. (38.461457, -81.084910).  За даними Бюро перепису населення США в 2010 році місто мало площу 1,59 км², з яких 1,44 км² — суходіл та 0,15 км² — водойми.

## Демографія
Згідно з переписом 2010 року, у місті мешкала 491 особа в 218 домогосподарствах у складі 134 родин. Густота населення становила 308 осіб/км².  Було 275 помешкань (173/км²).
Расовий склад населення:
| - 97,8 % — білих - 0,2 % — корінних американців |

До двох чи більше рас належало 1,8 %. Частка іспаномовних становила 0,4 % від усіх жителів.
За віковим діапазоном населення розподілялося таким чином: 21,8 % — особи молодші 18 років, 61,3 % — особи у віці 18—64 років, 16,9 % — особи у віці 65 років та старші. Медіана віку мешканця становила 38,8 року. На 100 осіб жіночої статі у місті припадало 111,6 чоловіків;  на 100 жінок у віці від 18 років та старших — 108,7 чоловіків також старших 18 років.
Середній дохід на одне домашнє господарство  становив 40 998 доларів США (медіана — 24 073), а середній дохід на одну сім'ю — 54 246 доларів (медіана — 34 063). Медіана доходів становила 26 300 доларів для чоловіків та 20 938 доларів для жінок. За межею бідності перебувало 28,3 % осіб, у тому числі 27,0 % дітей у віці до 18 років та 24,1 % осіб у віці 65 років та старших.
Цивільне працевлаштоване населення становило 173 особи. Основні галузі зайнятості: освіта, охорона здоров'я та соціальна допомога — 30,1 %, фінанси, страхування та нерухомість — 21,4 %, роздрібна торгівля — 13,3 %, науковці, спеціалісти, менеджери — 11,0 %.